# António Feliciano
António Feliciano (19 gennaio 1922 – 14 dicembre 2010) è stato un allenatore di calcio e calciatore portoghese, di ruolo difensore.

## Carriera

### Nazionale
Ha collezionato 14 presenze con la maglia della Nazionale.

## Palmarès

### Club

#### Competizioni nazionali
- Coppa del Portogallo: 1

Belenenses: 1941-1942
- Campionato portoghese: 1

Belenenses: 1945-1946